# Phrynarachne kannegieteri
Phrynarachne kannegieteri är en spindelart som beskrevs av Johan Coenraad van Hasselt 1893. Phrynarachne kannegieteri ingår i släktet Phrynarachne och familjen krabbspindlar. Inga underarter finns listade i Catalogue of Life.